# Абдул-Азиз ар-Рашид
Абдул-Азиз ар-Рашид (араб. عبد العزيز الرشيد‎; 1887, Кувейт — 3 февраля 1938, Джакарта) — кувейтский историк, журналист, педагог, просветитель, поэт, научный писатель

 и мусульманский миссионер. Считается первым историком и журналистом современного Кувейта.

## История
Точные дата и место рождения ар-Рашида неизвестны. Он родился в семье торговца, эмигрировавшего в Кувейт из недждского (ныне Саудовская Аравия) города Зульфи во время сильной засухи; ар-Рашид мог родиться либо там, либо уже в Кувейте. С шести лет начал изучать Коран, в четырнадцатилетнем возрасте стал учеником шейха Абдуллы. В юные годы вместе с отцом ездил в османскую часть Закавказья на верблюдах и торговал там шкурами.
Приблизительно на рубеже веков ар-Рашид отправился в город Эз-Зубайр (ныне в Ираке), где изучал правовую доктрину Ханбалитского мазхаба; в 1906 году вернулся в Кувейт и женился. В 1906 году отправился учиться в Эль-Мубаррас в Эль-Хасе, чтобы изучать богословие и шариат, затем по просьбе отца ненадолго вернулся в Кувейт, но в 1908 году вернулся в Эль-Хасу, а в 1911 году отправился в Багдад, где стал учеником Махмуда Шукри аль-Алуси, а в 1912 году собирался отправиться в Каир, чтобы учиться у Рашида Риды, но ему по какой-то причине было отказано, поэтому он год провёл в Мекке и Медине, впоследствии переехал в родной город Зульфи, жил некоторое время в Ираке.
По возвращении в скором времени в Кувейт ар-Рашид стал преподавателем в основанной в 1911 году школе Мубаракия — первой общеобразовательной школе Кувейта, с 1917 по 1919 год был её директором. На этом посту он ввёл в школе преподавание географии, геометрии и английского языка; такая деятельность вызывала сопротивление со стороны некоторых консервативных богословов, поэтому школа существовала в основном за счёт пожертвований родителей. В 1920 году, в разгар Пограничной войны между Кувейтом и Недждом, ар-Рашид добровольно пошёл на фронт и участвовал в битве при Эль-Джахре, получив ранение. В 1921 году стал членом первой Шуры Кувейта, основал в том же году школу Ахмадия, где большое внимание уделялось преподаванию английского языка, а в 1922 году основал Библиотечное общество Кувейта.
Во второй половине 1920-х годов ар-Рашид активно сотрудничал с различными газетами британского Ирака, для которых писал статьи. В 1926 году он опубликовал в Багдаде свой главный исторический труд — «Историю Кувейта» (ар. تاريخ الكويت), а в 1928 году организовал начало выпуска первого в Кувейте журнала — «Кувейтского журнала», который выходил с марта 1928 по март 1930 года и в котором сотрудничали многие интеллектуалы арабского мира того времени.
14 февраля 1931 года ар-Рашид встретился в Мекке с королём Хиджаза и Неджда Абдул-Азизом ибн Саудом (против ихванов которого когда-то сражался) и заинтересовался его предложением отправиться в Нидерландскую Ост-Индию (современная Индонезия), среди мусульман которой в то время стало расти влияние алавитов, чтобы проповедовать среди них «истинный» ислам. Он прибыл на Яву в июле 1931 года и в течение года вёл там религиозно-просветительскую работу, давал уроки в области шариата и арабского языка и даже пережил покушение недругов на свою жизнь, получив сильную травму головы. В 1932 году вернулся в Кувейт, переболел оспой, посетил Бахрейн и Саудовскую Аравию, в начале 1933 года вновь отправился в Индонезию, где на этот раз прожил четыре года и занимался журналистикой; 18 января 1937 года возвратился в Кувейт и посетил Багдад, 12 мая вновь уехал на Бахрейн и затем в Саудовскую Аравию, а позже решил вернуться в Индонезию; в августе 1937 года он прибыл в Сингапур, оттуда отплыл на Яву, где вскоре умер в Джакарте.
В современном Кувейте ар-Рашид считается пионером национального культурного движения. 18 февраля 2009 года Союз писателей Кувейта выпустил серию памятных марок в его честь.